# Partit pel Progrés i la Concòrdia
El Partit pel Progrés i la Concòrdia (francès Parti pour le Progrès et la Concorde, PPC, kinyarwanda Ishyaka ry’Iterambere n'Ubusabane) és un partit polític de Ruanda.

## Història
El partit es va establir el 2003 després de la prohibició del Moviment Democràtic Republicà. A les eleccions parlamentàries de 2003 el partit va obtenir el 2% dels vots i no va obtenir cap escó.
Abans de les eleccions parlamentàries de 2008, el partit es va unir a la coalició dirigida per Front Patriòtic Ruandès i va obtenir un únic escó a la  Cambra de diputats. Va nominar Alvera Mukabaramba com a candidat a les eleccions presidencials de 2010, qui va acabar quart dels quatre candidats amb el 0,4% dels vots. El partit va romandre com a part de la coalició a les eleccions parlamentàries de 2013, en les quals va mantenir el seu escó.